# Otsego County, Michigan
Otsego County är ett administrativt område i delstaten Michigan, USA, med 24 164 invånare. Den administrativa huvudorten (county seat) är Gaylord.

## Geografi
Enligt United States Census Bureau så har countyt en total area på 1 362 km². 1 334 km² av den arean är land och 30 km² är vatten.   

### Angränsande countyn
- Cheboygan County - norr
- Montmorency County - öster
- Oscoda County - sydost
- Crawford County - söder
- Kalkaska County - sydväst
- Antrim County - väster
- Charlevoix County - nordväst